# کراسن (استان دوبریچ)
کراسن (به بلغاری: Krasen) یک منطقهٔ مسکونی در بلغارستان است که در شهرستان جنرال توشوو واقع شده‌است.